# Интеграл Лебега

Сверху интегрирование по Риману, снизу — по Лебегу

Интеграл Лебе́га — это обобщение интеграла Римана на более широкий класс функций.
Все функции, определённые на конечном отрезке числовой прямой и интегрируемые по Риману, являются также интегрируемыми по Лебегу, причём в этом случае оба интеграла равны. Однако существует большой класс функций, определённых на отрезке и интегрируемых по Лебегу, но неинтегрируемых по Риману. Также интеграл Лебега может иметь смысл для функций, заданных на произвольных множествах (интеграл Фреше).
Идея построения интеграла Лебега состоит в том, что вместо разбиения области определения подынтегральной функции на части и составления потом интегральной суммы из значений функции на этих частях, на интервалы разбивают её область значений, а затем суммируют с соответствующими весами меры прообразов этих интервалов.

## Определение
Интеграл Лебега определяют пошагово, переходя от более простых функций к сложным. Будем считать, что дано пространство с мерой {\displaystyle (X,{\mathcal {F}},\mu )}, и на нём определена измеримая функция {\displaystyle f\colon (X,{\mathcal {F}})\to (\mathbb {R} ,{\mathcal {B}}(\mathbb {R} ))}, где {\displaystyle {\mathcal {B}}(\mathbb {R} )} — борелевская {\displaystyle \sigma }-алгебра на вещественной оси.
Определение 1. Пусть {\displaystyle f} — индикатор некоторого измеримого множества, то есть {\displaystyle f(x)=\mathbf {1} _{A}(x)}, где {\displaystyle A\in {\mathcal {F}}}.
Тогда интеграл Лебега функции {\displaystyle f} по определению:
{\displaystyle \int \limits _{X}f(x)\,\mu (dx)\equiv \int \limits _{A}d\mu =\mu (A).}
Определение 2. Пусть {\displaystyle f} — простая функция, то есть {\displaystyle f(x)=\sum \limits _{i=1}^{n}f_{i}\,\mathbf {1} _{F_{i}}(x)}, где {\displaystyle \{f_{i}\}_{i=1}^{n}\subset \mathbb {R} }, а {\displaystyle \{F_{i}\}_{i=1}^{n}\subset {\mathcal {F}}} — конечное разбиение {\displaystyle X} на измеримые множества.
Тогда
{\displaystyle \int \limits _{X}f(x)\,\mu (dx)=\sum \limits _{i=1}^{n}f_{i}\,\mu (F_{i})}.
Определение 3. Пусть теперь {\displaystyle f} — неотрицательная функция, то есть {\displaystyle f(x)\geqslant 0\;\forall x\in X}.
Рассмотрим все простые функции {\displaystyle \{f_{s}\}}, такие что {\displaystyle f_{s}(x)\leqslant f(x)\;\forall x\in X}.
Обозначим это семейство {\displaystyle {\mathcal {P}}_{f}}. Для каждой функции из этого семейства уже определён интеграл Лебега.
Тогда интеграл от {\displaystyle f} задаётся формулой:
{\displaystyle \int \limits _{X}f(x)\,\mu (dx)=\sup \left\{\int \limits _{X}f_{s}(x)\,\mu (dx)\;\vert \;f_{s}\in {\mathcal {P}}_{f}\right\}}.
Наконец, если функция {\displaystyle f} произвольного знака, то её можно представить в виде разности двух неотрицательных функций. Действительно, легко видеть, что:
{\displaystyle f(x)=f^{+}(x)-f^{-}(x),}
где
{\displaystyle f^{+}(x)=\max(f(x),0),\;f^{-}(x)=-\min(0,f(x))}.
Определение 4. Пусть {\displaystyle f} — произвольная измеримая функция.
Тогда её интеграл задаётся формулой:
{\displaystyle \int \limits _{X}f(x)\,\mu (dx)=\int \limits _{X}f^{+}(x)\,\mu (dx)-\int \limits _{X}f^{-}(x)\,\mu (dx)}.
Определение 5. Пусть наконец {\displaystyle A\in {\mathcal {F}}} произвольное измеримое множество. Тогда по определению
{\displaystyle \int \limits _{A}f(x)\,\mu (dx)=\int \limits _{X}f(x)\,\mathbf {1} _{A}(x)\,\mu (dx)},
где {\displaystyle \mathbf {1} _{A}(x)} — индикатор-функция множества {\displaystyle A}.

## Пример
Рассмотрим функцию Дирихле {\displaystyle f(x)\equiv \chi _{\mathbb {Q} _{[0,1]}}(x)}, заданную на {\displaystyle ([0,1],{\mathcal {B}}([0,1]),m)}, где {\displaystyle {\mathcal {B}}([0,1])} — борелевская σ-алгебра на {\displaystyle [0,1]}, а {\displaystyle m} — мера Лебега. Эта функция принимает значение {\displaystyle 1} в рациональных точках и {\displaystyle 0} в иррациональных. Легко увидеть, что {\displaystyle f} не интегрируема в смысле Римана. Однако, она является простой функцией на пространстве с конечной мерой, ибо принимает только два значения, а потому её интеграл Лебега определён и равняется:
{\displaystyle \int \limits _{[0,1]}f(x)\,m(dx)=1\cdot m(\mathbb {Q} _{[0,1]})+0\cdot m([0,1]\setminus \mathbb {Q} _{[0,1]})=1\cdot 0+0\cdot 1=0.}
Действительно, мера отрезка {\displaystyle [0,1]} равна 1,
и так как множество рациональных чисел счётно, то его мера равна 0,
а значит мера иррациональных чисел равна {\displaystyle 1-0=1}.

## Замечания

### Приближение функции монотонной последовательностью

Указанная функция (коричневая) при возрастающем на фоне функции (зелёная)

Из семейства {\displaystyle {\mathcal {P}}_{f}} всегда можно выделить такую последовательность функций {\displaystyle \{f_{n}\}}, что последовательность их значений {\displaystyle \{f_{n}(x)\}} в любой точке {\displaystyle x} из {\displaystyle X} одновременно монотонно неубывает и стремится к {\displaystyle f(x).}
Для этого найдём разложение {\textstyle X=\bigsqcup _{k=1}^{\infty }X_{k}}, где {\textstyle X_{k}} имеют конечную меру (подразумевается, что мера сигма-конечна). Теперь рассмотрим последовательность {\displaystyle \{f_{n}\}} следующих функций. Когда {\displaystyle f(x)} меньше {\textstyle 2^{n}} и {\displaystyle x} принадлежит объединению {\textstyle \bigsqcup _{k=1}^{n}X_{k}}, функция равна целой части произведения {\displaystyle f(x)\cdot 2^{n}}, делённой на {\displaystyle 2^{n}}; в таком случае происходит округление {\displaystyle f(x)} с точностью до соответствующей степени двойки {\textstyle {\frac {1}{2^{n}}}} (иначе говоря, при {\textstyle {\frac {k}{2^{n}}}\leqslant f(x)<{\frac {k+1}{2^{n}}}\leqslant 2^{n}} функция {\displaystyle f_{n}(x)} равна {\textstyle {\frac {k}{2^{n}}}}). Когда {\displaystyle f(x)} не меньше {\textstyle n} и {\displaystyle x} принадлежит указанному объединению, функция равна {\textstyle 2^{n}}; Когда {\displaystyle x} этому объединению не принадлежит, она равна нулю. Формализуя вышесказанное,
{\displaystyle f_{n}(x)={\begin{cases}{\frac {\lfloor f(x)\cdot 2^{n}\rfloor }{2^{n}}},&f(x)<2^{n},\ x\in \bigsqcup _{k=1}^{n}X_{k};\\[7pt]2^{n},&f(x)\geqslant 2^{n},\ x\in \bigsqcup _{k=1}^{n}X_{k};\\[7pt]0,&x\not \in \bigsqcup _{k=1}^{n}X_{k}.\end{cases}}}
Тогда понятно, что все {\displaystyle f_{n}} простые, так как принимают ненулевые только значения из {\textstyle \left\{{\frac {k}{2^{n}}}\right\}_{k=0}^{2^{2n}}}, коих конечное количество, на множествах {\textstyle \bigsqcup _{k=1}^{n}X_{k}} конечной меры. В то же время для целой части верны неравенства
{\displaystyle {\frac {{\big \lfloor }f(x)\cdot 2^{n}{\big \rfloor }}{2^{n}}}={\frac {2{\big \lfloor }f(x)\cdot 2^{n}{\big \rfloor }}{2^{n+1}}}={\frac {{\Big \lfloor }2{\big \lfloor }f(x)\cdot 2^{n}{\big \rfloor }{\Big \rfloor }}{2^{n+1}}}\leqslant {\frac {{\big \lfloor }f(x)\cdot 2^{n+1}{\big \rfloor }}{2^{n+1}}}}  и {\displaystyle 2^{n}\leqslant f(x)<2^{n+1}\Rightarrow 2^{2n}\leqslant f(x)\cdot 2^{n}\Rightarrow 2^{n}\leqslant {\frac {{\big \lfloor }f(x)\cdot 2^{n}{\big \rfloor }}{2^{n}}}},
из которых следует неубывание всюду.

### Другие замечания
- Так как {\displaystyle |f(x)|=f^{+}(x)+f^{-}(x)}, измеримая функция {\displaystyle f(x)} интегрируема по Лебегу тогда и только тогда, когда функция {\displaystyle |f(x)|} интегрируема по Лебегу. Это свойство не выполняется в отношении интеграла Римана;
- В зависимости от выбора пространства, меры и функции, интеграл может быть конечным или бесконечным. Если интеграл функции конечен, то функция называется интегрируемой по Лебегу или суммируемой;
- Если функция определена на вероятностном пространстве {\displaystyle (\Omega ,{\mathcal {F}},\mathbb {P} )} и измерима, то она называется случайной величиной, а её интеграл называют математическим ожиданием или средним. Случайная величина интегрируема, если она имеет конечное математическое ожидание.

## Свойства
- Интеграл Лебега линеен, то есть
{\displaystyle \int \limits _{X}[af(x)+bg(x)]\,\mu (dx)=a\int \limits _{X}f(x)\,\mu (dx)+b\int \limits _{X}g(x)\,\mu (dx)},

где {\displaystyle a,b\in \mathbb {R} } — произвольные константы.
- Интеграл Лебега сохраняет неравенства, то есть если {\displaystyle 0\leqslant f(x)\leqslant g(x)} почти всюду, {\displaystyle f(x)} измерима и {\displaystyle g(x)} интегрируема, то интегрируема и {\displaystyle f(x)}, и более того
{\displaystyle 0\leqslant \int \limits _{X}f(x)\,\mu (dx)\leqslant \int \limits _{X}g(x)\,\mu (dx)}.
- Интеграл Лебега не зависит от поведения функции на множестве меры нуль, то есть если {\displaystyle f(x)=g(x)} почти всюду, то
{\displaystyle \int \limits _{X}f(x)\,\mu (dx)=\int \limits _{X}g(x)\,\mu (dx)}.

- Модуль интеграла Лебега от некоторой функции не больше интеграла от модуля этой функции:
{\displaystyle \left|\int \limits _{X}f(x)\,\mu (dx)\right|\leqslant \int \limits _{X}|f(x)|\,\mu (dx)}.

### Свойства интеграла Лебега как функции множества
В следующих свойствах интеграл Лебега рассматривается как функция
{\displaystyle F(X)=\int \limits _{X}f(x)\,\mu (dx)}
от измеримого множества {\displaystyle X} для некоторой измеримой интегрируемой функции {\displaystyle f(x)}.
- Интеграл Лебега счётно-аддитивен, то есть интеграл по счётному объединению непересекающихся множеств равен сумме интегралов по этим множествам:
{\displaystyle A=\bigsqcup _{n=1}^{\infty }A_{n}\Rightarrow \int \limits _{A}f(x)\,\mu (dx)=\sum _{n=1}^{\infty }\int \limits _{A_{n}}f(x)\,\mu (dx)}.
- Если функция {\displaystyle f(x)} неотрицательна, интеграл Лебега является счётно-аддитивной мерой на кольце множеств, на которых {\displaystyle f(x)} интегрируема.
- Неравенство Чебышёва. Если функция {\displaystyle f(x)} неотрицательна на множестве {\displaystyle A}, то для любого положительного {\displaystyle c} мера множества всех {\displaystyle x} из {\displaystyle A}, для которых значение {\displaystyle f(x)} не меньше {\displaystyle c}, сама не больше интеграла от {\displaystyle f(x)} по {\displaystyle A}, делённому на {\displaystyle c}:
{\displaystyle \mu \left\{x\in A:f(x)\geqslant c\right\}\leqslant {\frac {1}{c}}\int \limits _{A}f(x)\,\mu (dx)}.
- Интеграл Лебега абсолютно непрерывен. Это значит, что для любого положительного {\displaystyle \varepsilon } найдётся такое положительное {\displaystyle \delta }, что модуль интеграла от {\displaystyle f(x)} по любому множеству {\displaystyle B\subseteq A}, меры меньше {\displaystyle \delta }, меньше {\displaystyle \varepsilon }:
{\displaystyle \forall \varepsilon >0\ \exists \delta >0\ \forall B,\mu B<\delta :\left|\int \limits _{B}f(x)\,\mu (dx)\right|<\varepsilon }[3].

Обозначим за {\displaystyle A_{n}} множество всех {\displaystyle x} из {\displaystyle A}, для которых модуль {\displaystyle |f(x)|} лежит в промежутке {\displaystyle [n;n+1)}: {\displaystyle A_{n}={\big \{}x\in A:n\leqslant |f(x)|<n+1{\big \}}}, за {\displaystyle B_{N}} — всех {\displaystyle x}, для которых этот модуль больше {\displaystyle N}: {\displaystyle B_{N}={\big \{}x\in A:|f(x)|<N+1{\big \}}=\textstyle {\bigcup _{n=0}^{N}A_{n}}}, а за {\displaystyle C_{N}} — дополнение {\displaystyle A\setminus B_{N}.}
Так как объединение множеств {\displaystyle A_{n}} для всех целых неотрицательных {\displaystyle n} есть всё множество {\displaystyle A}, в силу счётной аддитивности интеграл от {\displaystyle |f(x)|} по {\displaystyle A} равен сумме интегралов по {\displaystyle A_{n}.} Но {\displaystyle f(x)} интегрируема, поэтому её модуль {\displaystyle |f(x)|} интегрируем, а значит такая бесконечная сумма {\displaystyle A_{n}} сходится. Как следствие, найдётся такое целое {\displaystyle N}, что
{\displaystyle \sum _{n=N+1}^{\infty }\int \limits _{A_{n}}|f(x)|\,\mu (dx)=\int \limits _{C_{N}}|f(x)|\,\mu (dx)<{\frac {\varepsilon }{2}}.}
Теперь возьмём {\displaystyle \delta } меньшим {\textstyle {\frac {\varepsilon }{2(N+1)}}.} Тогда из того, что мера множества {\displaystyle B\subseteq A} меньше {\displaystyle \delta }, следует искомое неравенство:
{\displaystyle \left|\int \limits _{B}f(x)\,\mu (dx)\right|\leqslant \int \limits _{B\cap B_{N}}|f(x)|\,\mu (dx)+\int \limits _{B\cap C_{N}}|f(x)|\,\mu (dx)<\int \limits _{B\cap B_{N}}(N+1)\,\mu (dx)+\int \limits _{C_{N}}|f(x)|\,\mu (dx)<\int \limits _{B_{N}}(N+1)\,\mu (dx)+{\frac {\varepsilon }{2}}=(N+1)\cdot \mu B_{N}+{\frac {\varepsilon }{2}}<(N+1)\cdot {\frac {\varepsilon }{2(N+1)}}+{\frac {\varepsilon }{2}}=\varepsilon .}

### Интегральные суммы Лебега
Интегральными суммами Лебега для функции {\displaystyle f(x)} и меры {\displaystyle \mu } называются суммы вида
{\displaystyle S=\sum _{k=1}^{N}y_{k}\cdot \mu \{x\in X:y_{k}<f(x)\leqslant y_{k+1}\}},
где {\displaystyle y_{1}<y_{2}<\dots <y_{N}} — разбиение области значений функции {\displaystyle f(x)}.
Каждая такая сумма является интегралом Лебега от простой функции, аппроксимирующей функцию {\displaystyle f(x)} в каждой точке она принимает одно из значений {\displaystyle y_{1},y_{2},\dots ,y_{N}} (а именно, {\displaystyle y_{k}} на подмножестве {\displaystyle \{x\in X:y_{k}<f(x)\leqslant y_{k+1}\}}). Поэтому, если функция {\displaystyle f(x)} интегрируема по Лебегу, эти суммы сходятся к её интегралу, когда {\displaystyle y_{1}\rightarrow -\infty }, {\displaystyle y_{N}\rightarrow +\infty }, и диаметр разбиения {\displaystyle \delta =\max\{y_{2}-y_{1},\dots ,y_{N}-y_{N-1}\}} стремится к нулю.
Особенность интегральных сумм Лебега состоит в том, что для их вычисления не требуется вычислять значения интегрируемой функции — нужна на самом деле лишь функция распределения её значений:
{\displaystyle F(y)=\mu \{x\in X:f(x)<y\}}
Тогда интегральные суммы Лебега для функции {\displaystyle f(x)} и меры {\displaystyle \mu } становятся интегральными суммами Римана-Стилтьеса для функции {\displaystyle y} и функции распределения {\displaystyle F(y)}:
{\displaystyle S=\sum _{k=1}^{N}y_{k}(F(y_{k+1})-F(y_{k}))\rightarrow \int \limits _{-\infty }^{+\infty }ydF(y)}.
Если функция распределения {\displaystyle F(y)} имеет плотность: {\displaystyle dF(y)=\rho (y)dy}, то интегральные суммы Лебега преобразуются в интегральные суммы Римана:
{\displaystyle S=\sum _{k=1}^{N}y_{k}\rho (y_{k})(y_{k+1}-y_{k})\rightarrow \int \limits _{-\infty }^{+\infty }y\rho (y)dy}.
Поскольку функции распределения естественным образом возникают в теории вероятностей, статистической и квантовой физике, то и интегральные суммы Лебега фактически используются для вычисления интеграла Лебега, в основном, в приложениях этих теорий. Чаще же всего интеграл Лебега вычисляется как равный ему интеграл Римана (в тех случаях, когда последний имеет смысл).

### Сходимость интегралов Лебега от последовательностей функций
- Теорема Леви о монотонной сходимости
- Теорема Лебега о мажорируемой сходимости
- Лемма Фату